# 垂果薹草
垂果薹草（学名：Carex recurvisaccus）为莎草科薹草属的植物。分布于中国大陆的广东、云南等地，生长于海拔1,300米的地区，一般生长在沟边、阴湿处、山坡和疏林下，目前尚未由人工引种栽培。